# О’Доннелл, Эрин
Э́рин О'До́ннелл (англ. Erin O'Donnell), в девичестве — МакДо́нальд (англ. MacDonald; 11 марта 1971, Северн, Мэриленд, США) — американская певица.

## Биография
Эрин МакДональд родилась 11 марта 1971 года в Северне (штат Мэриленд, США), а выросла в Джэксонвилле, штат Флорида. Позже Эрин переехала в Майами, штат Калифорния, где она окончила «Университет Майами», получив степень в джаз-выступлении.
Эрин начала свою музыкальную карьеру в середине 1990-х годов и к 2006 году она записала 6 студийных музыкальных альбомов:
- No Better Place, 2006
- Christmas Time Is Here, 2004
- Wide, Wide World, 2003
- No Place So Far, 2001
- Scratching The Surface, 1998
- A Scrapbook of Sorts, 1996.

Эрин замужем за музыкантом Брэдом О'Доннеллом. У супругов есть трое детей, двое дочерей и сын — Куинн О'Доннелл (род.2000), Фэллон О'Доннелл (род.2005) и Бреннон Джеймс О'Доннелл (род.30.05.2008).